# Панкреатическая эластаза

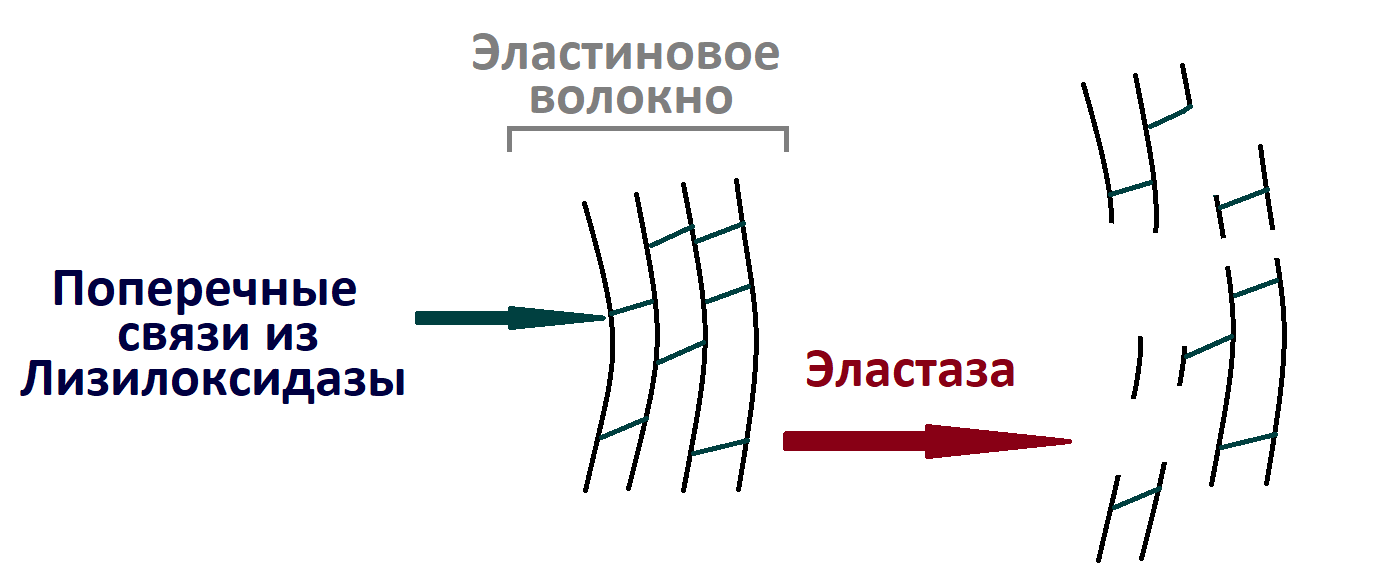
Эластаза расщепляет эластиновые волокна

Панкреатическая эластаза - фермент, вырабатываемая ацинарными клетками поджелудочной железы. Синтезируется в виде неактивного предшественника, называемой  проэластазой, которая накапливается в ацинарных клетках поджелудочной железы. Высвобождается из поджелудочной железы в тонкий кишечник вместе с другими пищеварительными ферментами, такими как альфа-амилаза, липаза, трипсин и фосфолипазы. Активируется в двенадцатиперстной кишке трипсином. Способствует деградации и перевариванию эластина и других белков  путем гидролиза. В отличие от других протеин-расщепляющих ферментов трипсина и химотрипсина, эластаза остается активной даже после прохождения кишечника. В результате изучение содержания эластазы в фекалиях может показать, функционирует ли поджелудочная железа правильно. Пониженный уровень может быть следствием вторичного сахарного диабета, желчнокаменной болезни, остеопороза, панкреатита, муковисцидоза, нарушений работы поджелудочной железы и кишечника.